# 常炜
常煒，五胡十六国時代冉魏、前燕官员。广寧郡（今河北省涿鹿县西）人。
常炜在冉魏官至大司马从事中郎。351年二月，为阻止前燕救援后赵，冉闵派常炜出使前燕龙城。燕王慕容儁派封裕去詰問常炜。封裕问道：“冉闵是石氏的养子，却为叛逆之举，怎敢狂妄地自称尊号。”常煒说：“商汤放逐夏桀，周武王讨伐商纣，以此而振兴了商、周的大业；曹操被宦官养育，最终奠定了曹魏的基础。如果不是顺应了上天之命，怎么能够成功。由此可见，何必还要来责问我。”封裕说：“听人说冉闵初立的时候，曾用金子为自己铸像来占卜成败，但没有铸成，是真的吗？”常炜说：“没有听说过。”封裕说：“从南方来的人都说确实是这样，你为什么要隐瞒？”常炜说：“奸人假传天命迷惑人心，就要假借祥瑞、伪托占卜。大魏皇帝握有传国玺，占据中州，受之于天命。还要取决于金像吗？”封裕说：“传国玺在哪里？”常炜说：“在邺城。”封裕说：“张举说在襄国。”常炜说：“诛杀胡人混乱之中，在邺城的人几乎全灭，逃脱漏网的也潜伏在水渠水沟中，他们怎会知道传国印玺在哪里。他们为了求救，什么荒诞谎言都能说，何况一个传国印玺。”慕容儁认为张举所说的是真话，于是就在常炜身边堆上木柴，派封裕劝诱道：“请你再想想，没必要白白地化为灰烬。”常炜厉言正色，宁死不屈。慕容儁没有杀他，把常炜囚禁在龙城。
四月，悦绾从襄国返回，慕容儁获悉张举所说的送传国玺是荒诞之辞，于是就杀了张举。常炜有四子二女在中山，慕容儁解除了对他的囚禁，让他的儿子们前来见他。常炜上疏谢恩，慕容儁赐给常炜妾一人，粮食三百斛，让他居住在凡城。後来他在前燕官至廷尉監。357年十二月，常煒上言：「大燕雖革命創制，至於朝廷銓謨，亦多因循魏、晋，唯祖父不殮葬者，獨不聽官身清朝，斯誠王教之首，不刊之式。然禮貴適時，世或損益，是以高祖制三章之法，而秦人安之。自頃中州喪亂，連兵積年，或遇傾城之敗，覆軍之禍，坑師沈卒，往往而然，孤孫煢子，十室而九。兼三方岳峙，父子異邦，存亡吉凶，杳成天外。或便假一時，或依嬴博之制，孝子糜身無補，順孫心喪靡及，雖招魂虚葬以叙罔極之情，又禮無招葬之文，令不此載。若斯之流，抱琳琅而無申，怀英才而不齿，誠可痛也。恐非明揚側陋，務盡時珍之道。吴起、二陳之疇，終将無所展其才幹。漢祖何由免于平城之圍？郅支之首何以懸于漢關？謹案《戊辰詔書》，蕩清瑕穢，與天下更始，以明惟新之慶。五六年間，尋相違伐，於則天之體，臣竊未安。」被慕容儁称道。